# Economía fascista

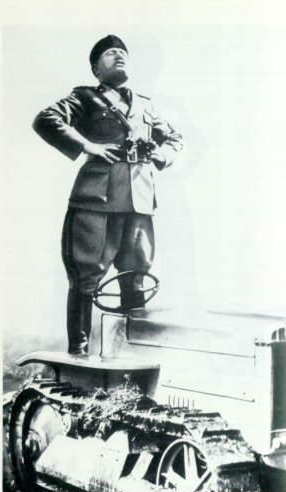
Mussolini de pie sobre una oruga, símbolo del movimiento italiano hacia la autarquía y la batalla por el grano.

No hay un consenso sobre si existe una política económica fascista. Historiadores han debatido el uso del término. David Baker argumenta que existe un sistema económico identificable en el fascismo que es distinto de los defendidos por otras ideologías, que comprende características esenciales que compartían las naciones fascistas. Payne, Paxton, Sternhell y col. argumentan que si bien las economías fascistas comparten algunas similitudes, no existe una forma distintiva de organización económica fascista. Gerald Feldman y Timothy Mason sostienen que el fascismo se distingue por la ausencia de una ideología económica coherente y la ausencia de un pensamiento económico serio. Afirman que las decisiones tomadas por los líderes fascistas no se pueden explicar dentro de un marco económico lógico.
Los movimientos fascistas tendían a no tener ningún principio económico fijo más que el deseo general de que la economía ayudara a construir una nación fuerte. Como tal, los académicos argumentan que los fascistas no tenían una ideología económica, pero sí seguían la opinión popular, los intereses de sus donantes y las necesidades de la Segunda Guerra Mundial. En general, los gobiernos fascistas ejercieron control sobre la propiedad privada, pero no la nacionalizaron. Los académicos también señalaron que las grandes empresas desarrollaron una asociación cada vez más estrecha con los gobiernos fascista italiano y nacionalsocialista alemán. Los líderes empresariales apoyaron los objetivos políticos y militares del gobierno. A cambio, el gobierno siguió políticas económicas que maximizaban las ganancias de sus aliados comerciales.
Mientras que otros países capitalistas occidentales lucharon por una mayor propiedad estatal de la industria durante el mismo período, la Alemania nazi transfirió la propiedad pública y los servicios públicos al sector privado. Los regímenes fascistas han sido descritos como capitalistas autoritarios o totalitarios.

## Características generales
Un aspecto inherente de las economías fascistas es el dirigismo, es decir, una economía donde el gobierno ejerce una fuerte influencia directiva y controla efectivamente la producción y asignación de recursos. En general, las empresas se encuentran supeditadas al servicio del Estado.
El fascismo operaba desde un punto de vista darwinista social de las relaciones humanas. Su objetivo era promover a individuos superior y eliminar a los débiles. En términos de práctica económica, significó la promoción de los intereses de empresarios exitosos, a la par que destruyeron los sindicatos independientes y otras organizaciones de la clase obrera. El historiador Gaetano Salvemini afirmó en 1936 que el fascismo hace a los contribuyentes responsables de la empresa privada debido a que «el Estado paga por los errores de la empresa privada... El beneficio es privado e individual. La pérdida es pública y social.» Los gobiernos fascistas alentaron la búsqueda del beneficio privada y ofrecieron muchas concesiones a las grandes empresas; pero, a cambio, demandaron que toda la actividad económica debía servir para el interés nacional, es lo expresado en sus puntos o manifiesto, pero la realidad demuestra que no fue así.
Una importante creencia en la economía fascista era que la prosperidad llegaría de forma natural una vez que la nación hubiera alcanzado un renacimiento cultural y espiritual. A menudo, diferentes miembros de un partido fascista daban declaraciones completamente opuestas sobre las políticas económicas que apoyaban. Una vez en el poder, los fascistas adoptaban generalmente cualquier programa económico que creyeran más adecuado para cumplir sus objetivos políticos. Los regímenes fascistas de larga duración (como la Italia fascista de Benito Mussolini) hicieron cambios drásticos a su política económica de tiempo en tiempo. Stanley Payne afirma que mientras los movimientos fascistas defendían el principio de la propiedad privada, que consideraban «inherente a la libertad y espontaneidad de la personalidad individual», un objetivo común de todos los movimientos fascistas fue la eliminación de la autonomía y, en algunos casos, la existencia de capitalismo a gran escala.
El fascismo se oponía tanto al socialismo como al capitalismo liberal, pues se argumentaba que sus visiones representaban una «tercera vía». Los fascistas sostenían que proveían una alternativa económica realistas que no era ni el capitalismo laissez-faire ni comunismo. Favorecieron el corporativismo y la colaboración de clases, al creer que la existencia de desigualdad y clases sociales separadas era benéfica (contrariamente a la visión de los socialistas). El fascismo defiende el rol del Estado como mediador en las relaciones entre estas clases (contrariamente a la visión de los capitalistas liberales).
En la mayoría de los casos, los gobiernos fascistas desalentaron o prohibieron el comercio internacional, dado que se creía que demasiado comercio convertiría a la economía nacional en dependiente del capital internacional y, por tanto, sería vulnerable a sanciones económicas internacional. La autosuficiencia económica, conocida como autarquía, fue una meta central de la mayor parte de los gobiernos fascistas.
El fascismo fue altamente militarista y, como tal, los gobiernos fascistas a menudo incrementaron significativamente el gasto militar.